# Oulad Chbana
Oulad Chbana (franska: Oulad Chbana (CR), Oulad Chbana (Commune Rurale), arabiska: واد النعناع) är en kommun i Marocko.   Den ligger i provinsen Settat och regionen Casablanca-Settat, i den norra delen av landet, 120 km söder om huvudstaden Rabat. Antalet invånare är 7 925.